# Chang Ch’ün

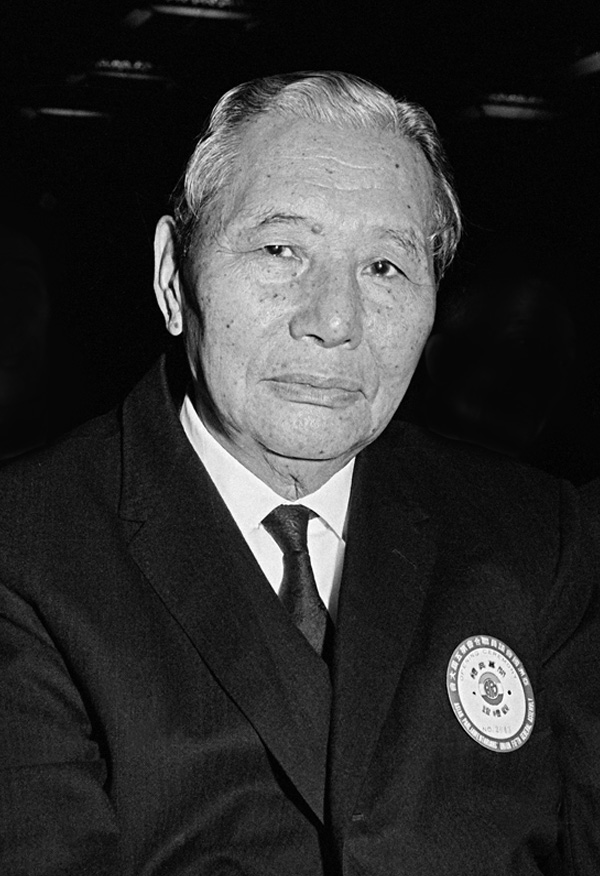
Premierminister Chang Ch’ün

Chang Ch’ün (auch Chang Chun; chinesisch 張群, Pinyin Zhāng Qún; * 9. Mai 1889 in der Provinz Sichuan; † 14. Dezember 1990 in Taipeh) war ein chinesischer Politiker. Er war ein führendes Mitglied der Kuomintang und Premierminister der Republik China.

## Leben
Chang ging 1907 an die Tokioter Militärakademie und lernte dort Chiang Kai-shek kennen. Nach ihrem Dienst in der japanischen Armee unterstützten sie 1911 Sun Yat-sen in der Revolution gegen die Qing-Monarchie. Nach Yuan Shikais Versuch der Wiedererrichtung der Monarchie und den damit einhergehenden politischen Aufständen in China ging er nach Japan, wo er 1915 seine militärische Ausbildung beendete. Nach kurzer Zeit in Niederländisch-Ostindien kehrte er in die Republik China zurück und unter anderem 1929 für einige Monate Präsident der Tongji-Universität und ab 1930 Bürgermeister von Shanghai sowie 1933 Gouverneur der Provinz Hubei. 1935 wurde Chang Außenminister der Republik China. In der Kuomintang gehörte er zum Führungszirkel mit Huang Fu, Xiong Shihui, Yang Yongtai, Wang Ch’ung-hui, Wu Dingchang und Zhang Jiaoao. Während des Zweiten Weltkriegs war er Generalsekretär des Nationalen Sicherheitsrates und Gouverneur der Provinz Sichuan.

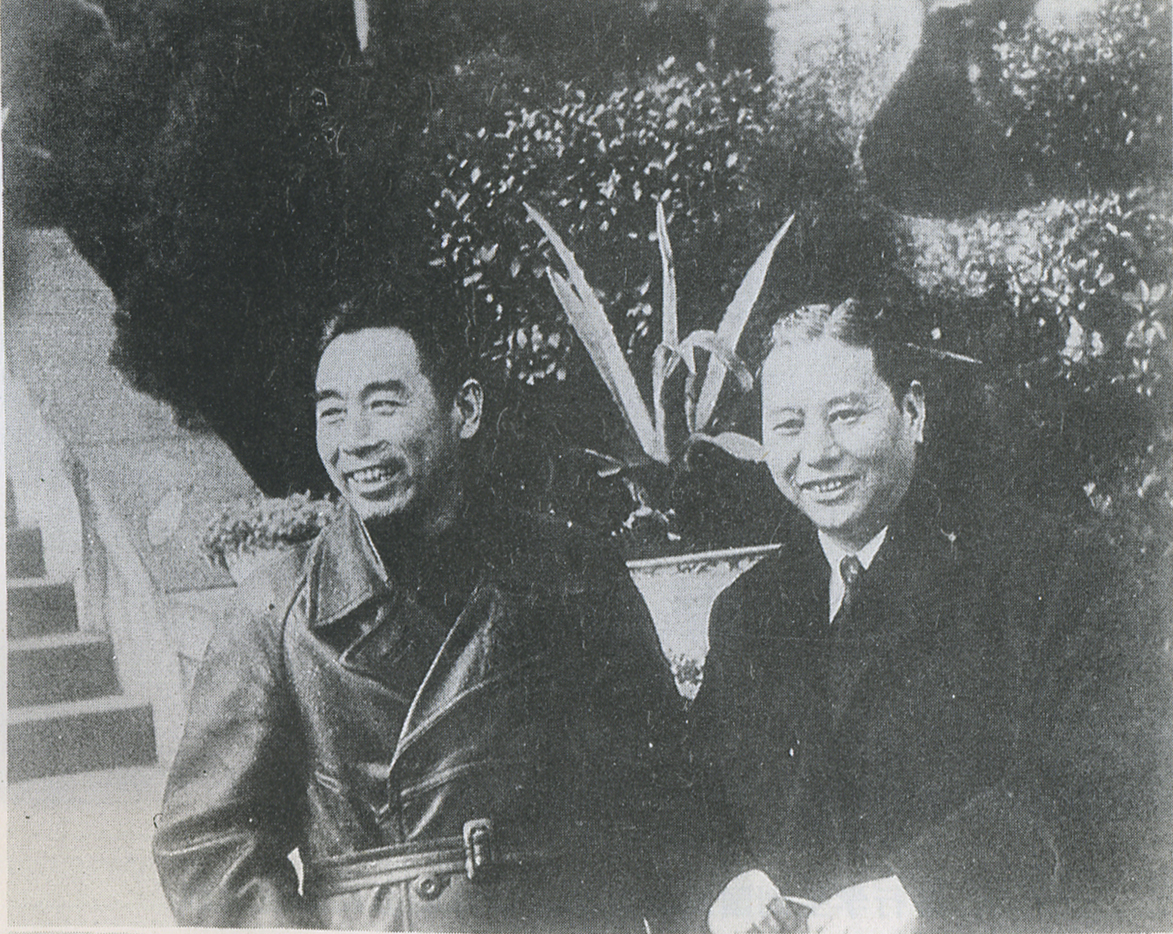
Zhou Enlai (links) und Chang Ch’ün (rechts) 1946

1946 war Chang in Nanjing als Repräsentant der Nationalisten an den vom US-amerikanischen Unterhändler George C. Marshall moderierten Gesprächen mit den Kommunisten, vertreten durch Zhou Enlai, beteiligt. Diese sollten eine Koalitionsregierung der beiden Lager ermöglichen, konnten den chinesischen Bürgerkrieg im Ergebnis jedoch nur kurzzeitig unterbrechen. 1947/48 führte Chang die erste Koalitionsregierung als Premierminister der Republik China (Präsident des Exekutiv-Yuan) an. Nach der Verlegung der Hauptstadt von Nanjing nach Taipeh wurde er 1954 Generalsekretär des Präsidenten Chiang Kai-shek und beeinflusste in dieser Position die taiwanische Außenpolitik. Er vertrat den Präsidenten bei Auslandsbesuchen, darunter dem Zweiten Vatikanischen Konzil. 1972 war er an den Verhandlung um Japans Wechsel zur Anerkennung der Volksrepublik China beteiligt. In seiner letzten politischen Position als Vorsitzender des Präsidiums des Zentralen Beratungskomitees der Kuomintang war er Berater der Präsidenten Chiang Kai-shek, Yen Chia-kan, Chiang Ching-kuo und Lee Teng-hui.
Chang war Mitglied im Kuratorium des Nationalen Palastmuseums. Er starb im Alter von 101 Jahren an Herz- und Nierenversagen im Veterans General Hospital in Taipeh.